# Digital Magics
Digital Magics è un incubatore certificato di startup innovative.
La società è stata fondata a Milano nel 2003 da Enrico Gasperini, Alberto Fioravanti, Gabriele Ronchini e Bibop Gresta.
Dal 31 luglio 2013 è quotata in borsa (indice FTSE AIM Italia) su AIM Italia.
Il 1 aprile 2024 è diventata effettiva la fusione per incorporazione di Digital Magics in LVenture Group, con contestuale assunzione da parte di LVenture Group della denominazione "Zest S.p.A.", dando vita al più grande incubatore di startup in Italia, quotato in Borsa Italiana. 

## Storia
Il nome di Digital Magics deriva da una citazione di Arthur C. Clarke: “Any sufficiently advanced technology is indistinguishable from magic”. Nasce come digital media company nel mercato dei contenuti partecipativi, specializzata nella filiera dei contenuti interattivi per diverse piattaforme digitali: broadband, mobile, i-TV.

### L’evoluzione e la crescita
Dal 2008 Digital Magics cura le startup digitali; valuta ogni anno circa 1500 progetti, ne approfondisce un centinaio e ne segue tra 10 e 20 nei loro percorsi di crescita; nel 2014 amplia le sue attività, lanciando i primi programmi di Open Innovation per le imprese italiane.
Nello stesso anno avvia un programma di Open Innovation con Poste Italiane.
Dal 2017 l'Amministratore Delegato di Digital Magics è Marco Gay, dal 2021 è diventato Presidente Esecutivo. 
Digital Magics è stato riconosciuto tra i migliori acceleratori e incubatori d'Italia, confermando il suo ruolo di punto di riferimento nel settore digitale. 

### Attività recenti
Nel 2015 stringe un accordo strategico con Talent Garden e con Tamburi Investment Partners per la costruzione di un hub per l’innovazione e sostegno ai talenti digitali italiani dall’ideazione fino all’IPO.
Nel 2016 l’hub si allarga con l’ingresso nel capitale sociale di Danilo Iervolino, fondatore e presidente di Università Telematica Pegaso e Universitas Mercatorum. Anche Innogest, fondo di venture capital, entra nella compagine sociale di Digital Magics, e Digital Magics a sua volta diventa il primo socio di Withfounders, acceleratore seed.
Dal 2017 le startup che partecipano ai programmi di Digital Magics possono ricevere supporto anche da StarTIP S.r.l. (di Tamburi Investment Partners), che prevede di investire fino a 100 milioni di euro in imprese e progetti nell’area delle startup, del digitale e dell’innovazione.
Nel 2017 e nel 2018 Digital Magics lancia i primi programmi di accelerazione “Magic Wand” dedicati al settore della finanza-assicurazioni e del retail e MIA – Miss in Action, per l’imprenditoria digitale femminile.

## Sedi
Digital Magics ha la sede principale a Milano.
Nel 2012 ha aperto la prima sede territoriale a Napoli, nel 2016 altre 4: a Palermo, Roma, Padova e Bari. Nel 2018 si sono aggiunte Torino e Londra e nel 2019 Ascoli Piceno.

## Azionisti
L'azionariato (aggiornato al 22 settembre 2021) è il seguente:
- StarTIP S.r.l. (controllata Tamburi Investment Partners S.p.A.): 22,01%
- Alberto Fioravanti: 10,24%
- Garage Start Up S.r.l.: 6,15%
- Innogest SGR S.p.A.: 5,52%
- Marco Gay: 4,76%
- Manuel Gasperini: 2,97%
- Alessio Gasperini: 2,97%
- Leonardo Gasperini: 2,97%
- Patrizia Cavallini Gasperini: 2,22%
- Gabriele Ronchini: 1,35%
- azioni proprie: 0,24%
- mercato: 38,59%